# Uromyces trigonellae
Uromyces trigonellae är en svampart som beskrevs av Pass. 1889. Uromyces trigonellae ingår i släktet Uromyces och familjen Pucciniaceae.   Inga underarter finns listade i Catalogue of Life.